# エドゥアルド・カマヴィンガ
- エドゥアルド・カマビンガ

エドゥアルド・カマヴィンガ（Eduardo Camavinga, 2002年11月10日 - ）は、アンゴラ・カビンダ州ミコンジェ出身のサッカー選手。レアル・マドリード所属。フランス代表。ポジションはMF。

## 経歴
2013年にスタッド・レンヌに入団。2018-19シーズンにBチームに昇格。Bチームで13試合4ゴールを決め、同シーズン終盤にトップチームに昇格。2019年4月6日のアンジェSCO戦で、16歳でトップリーグ初出場。以降先発に定着し、リーグ・アン1年目で7試合に出場。更にクープ・ドゥ・フランスは、パリ・サンジェルマンFCを決勝で下し、優勝も経験した。
2019-20シーズンは開幕からレギュラーに定着。2019年8月19日のリーグ戦のパリ・サンジェルマン戦では、2-1の勝利に導く活躍を見せ、その存在感をアピール。以降は『フランスの超新星MF』として注目を集め、マンチェスター・シティFC、トッテナム・ホットスパーFC、アーセナルFCなどに加え、FCバルセロナ、レアル・マドリード、ACミラン、FCバイエルン・ミュンヘンなども、カマヴィンガの獲得に興味を示していると報じられた。
2021年夏の移籍市場では、レンヌとの契約が残り1年となったため、パリ・サンジェルマンFCやマンチェスター・ユナイテッドFCなど多くのビッグクラブが関心を示していた。しかし、移籍市場最終日の8月31日にレアル・マドリードと6年契約を締結したことが発表された。移籍金は3000万ユーロとボーナスと報じられている。9月12日のセルタ・デ・ビーゴ戦で、後半22分にエデン・アザールとの交代で起用され、移籍後初出場。その6分後にリーガ初ゴールを決めた。

## 代表経歴
2020年9月8日、UEFAネーションズリーグ第2節のクロアチア戦で史上最年少となる17歳303日でフランス代表デビュー。更に10月7日のウクライナ戦では代表戦初ゴールも決めた。
2021年6月25日、東京オリンピックに出場するU-24フランス代表に選出された。しかし、所属クラブが招集を拒否したため、7月2日に代表メンバーから外れたことが発表された。

## 人物
- カマヴィンガの両親はコンゴ民主共和国の出身。コンゴ民主共和国とコンゴ共和国に囲まれたアンゴラの難民キャンプカビンダで生まれ、6歳の時に戦火を離れるため家族と共にフランスに移住した。そのため、フランス・アンゴラ・コンゴ民主共和国の三か国の国籍を保有している。
- 7歳でサッカーを始めた。年齢以上のカテゴリーに在籍したが、レンヌの下部組織に入団する時、家が全焼。この一件で身分を証明する全ての書類を焼失したため、国籍の取得やクラブの入団は困難を極めた。
- 代表はフランス代表、アンゴラ代表、コンゴ民主共和国代表の三か国のいずれかの代表でプレーする権利を持っていたが、前述のとおりフランス代表でのプレーを選択した。
- TikTokなどでカマヴィンガの名前が連呼される音源を使用されネタにされており、ユベントスやレアル・マドリード公式からもネタにされている。

## 個人成績
2024年7月1日現在
| クラブ             | シーズン | リーグ       | リーグ戦 | リーグ戦 | カップ戦 | カップ戦 | リーグ杯 | リーグ杯 | 国際大会 | 国際大会 | その他 | その他 | 合計 | 合計 |
| クラブ             | シーズン | リーグ       | 出場     | 得点     | 出場     | 得点     | 出場     | 得点     | 出場     | 得点     | 出場   | 得点   | 出場 | 得点 |
| ------------------ | -------- | ------------ | -------- | -------- | -------- | -------- | -------- | -------- | -------- | -------- | ------ | ------ | ---- | ---- |
| レンヌ             | 2018-19  | リーグ・アン | 7        | 0        | 0        | 0        | 0        | 0        | 0        | 0        | 0      | 0      | 7    | 0    |
| レンヌ             | 2019-20  | リーグ・アン | 25       | 1        | 5        | 0        | 1        | 0        | 4        | 0        | 1      | 0      | 36   | 1    |
| レンヌ             | 2020-21  | リーグ・アン | 35       | 1        | 0        | 0        | -        | -        | 4        | 0        | 0      | 0      | 39   | 1    |
| レンヌ             | 2021-22  | リーグ・アン | 4        | 0        | 0        | 0        | -        | -        | 2        | 0        | 0      | 0      | 6    | 0    |
| レンヌ             | 通算     | 通算         | 71       | 2        | 5        | 0        | 1        | 0        | 10       | 0        | 1      | 0      | 88   | 2    |
| レアル・マドリード | 2021-22  | プリメーラ   | 26       | 2        | 3        | 0        | -        | -        | 10       | 0        | 1      | 0      | 40   | 2    |
| レアル・マドリード | 2022-23  | プリメーラ   | 37       | 0        | 6        | 0        | -        | -        | 15       | 0        | 2      | 0      | 59   | 0    |
| レアル・マドリード | 2023-24  | プリメーラ   | 31       | 0        | 2        | 0        | -        | -        | 11       | 0        | 2      | 0      | 46   | 0    |
| レアル・マドリード | 通算     | 通算         | 94       | 2        | 11       | 0        | -        | -        | 35       | 0        | 5      | 0      | 145  | 2    |
| 通算               | 通算     | 通算         | 165      | 4        | 16       | 0        | 1        | 0        | 45       | 0        | 6      | 0      | 233  | 4    |

| クラブ  | シーズン | リーグ | リーグ戦 | リーグ戦 | 合計 | 合計 |
| クラブ  | シーズン | リーグ | 出場     | 得点     | 出場 | 得点 |
| ------- | -------- | ------ | -------- | -------- | ---- | ---- |
| レンヌⅡ | 2018-19  | CFA2   | 13       | 4        | 13   | 4    |
| 総通算  | 総通算   | 総通算 | 13       | 4        | 13   | 4    |

## 代表歴

### 出場大会
- フランス代表
  - 2022 FIFAワールドカップ

### 試合数
2024年7月16日現在
- 国際Aマッチ 21試合 1得点（2020年-）[20]

| フランス代表 | 国際Aマッチ | 国際Aマッチ |
| 年           | 出場        | 得点        |
| ------------ | ----------- | ----------- |
| 2020         | 3           | 1           |
| 2021         | 0           | 0           |
| 2022         | 3           | 0           |
| 2023         | 7           | 0           |
| 2024         | 8           | 0           |
| 通算         | 21          | 1           |

### 得点
| #  | 開催年月日    | 開催地                             | 対戦国     | スコア | 結果 | 試合概要 |
| -- | ------------- | ---------------------------------- | ---------- | ------ | ---- | -------- |
| 1. | 2020年10月7日 | サン＝ドニ、スタッド・ド・フランス | ウクライナ | 1-0    | 7-1  | 親善試合 |

## タイトル

### クラブ
レアル・マドリード
- プリメーラ・ディビシオン：2回（2021-22, 2023-24）
- コパ・デル・レイ：1回（2022-23）
- スーペルコパ・デ・エスパーニャ：2回（2021-22, 2023-24）
- UEFAチャンピオンズリーグ：2回（2021-22, 2023-24）
- UEFAスーパーカップ：2回（2022, 2024）
- FIFAクラブワールドカップ：1回（2022）